# Roujin-Z
Roujin-Z (japanska: 老人Z?, Rōjin Zetto, 'Gubben Z') är en japansk animerad långfilm från 1991. Den regisserades av Hiroyuki Kitakubo, efter ett manus av Katsuhiro Otomo. Den unge Satoshi Kon ansvarade som art director för filmens visuella utformning.

## Handling
Filmen är en science fiction-komedi med samhällssatirisk ton och svart humor. Den utspelar sig i det tidiga 2000-talets Japan, där teknologiska landvinningar tas till hjälp för att försöka få bukt med problem inom äldrevården. I dagens Japan, med dess åldrande befolkning, pågår olika teknologiska vårdprojekt, om än inte så avancerat som i filmen. I Roujin-Z – filmtiteln betyder "Gamling Z" och är ett kodnamn – har en grupp av vetenskapsmän och sjukhusadministratörer under ledning av Socialdepartementet utvecklat Z-001.
Z-001 är en sjukhussäng med automatiserade funktioner. Z-001 tar själv hand om patienten och ger denne/denna mat och medicin, avlägsnar urin och avföring, sköter patientens personliga hygien och behov av motion. Sängen drivs av en inbyggd kärnreaktor, och vid en härdsmälta är den programmerad att klä in sig själv – inklusive patienten – i betong.
Den första "frivilliga" försökspatienten är en döende änkeman vid namn Kiyuro Takazawa. Han är invalidiserad och tas hand om av undersköterskan Haruko. Elektroniken inuti Z-001 får på något sätt tillgång till Takazawas tankar genom Harukos arbetsdator, och han använder kommunikationen för att ropa på hjälp. Därefter tar Haruko hjälp av en grupp av hackare bland patienterna på sjukhusets geriatrikavdelning för att lösa diverse problem, inklusive hur man ska göra för att Takazawa ska få kontakt med sin avlidna hustru. Men Z-001 har helt egna planer. Och bit för bit uppdagas vad Z-001 egentligen är för något…

## Rollista
- Haruko Mitsuhashi (三橋晴子, Mitsuhashi Haruko) – (japansk röst av) Chisa Yokoyama
- Takashi Terada (寺田卓, Terada Takashi) – Shinji Ogawa
- Nobuko Ohe (大江信子, Ohe Nobuko) – Chie Satō
- Mitsuru Maeda (前田満, Maeda Mitsuru) – Kōji Tsujitani
- Kijuro Takazawa (高沢喜十郎, Takazawa Kijuro) – Hikojiro Matsumura
- Yoshihiko Hasegawa (長谷川良彦, Hasegawa Yoshihiko) – Shinsuke Chikaishi
- Haru Takazawa (高沢ハル, Takazawa Haru) – Masa Saito
- 1st Ache (老人A) – Huai Liu'er
- 2nd Ache (老人B) – Hikojirō Matsumura

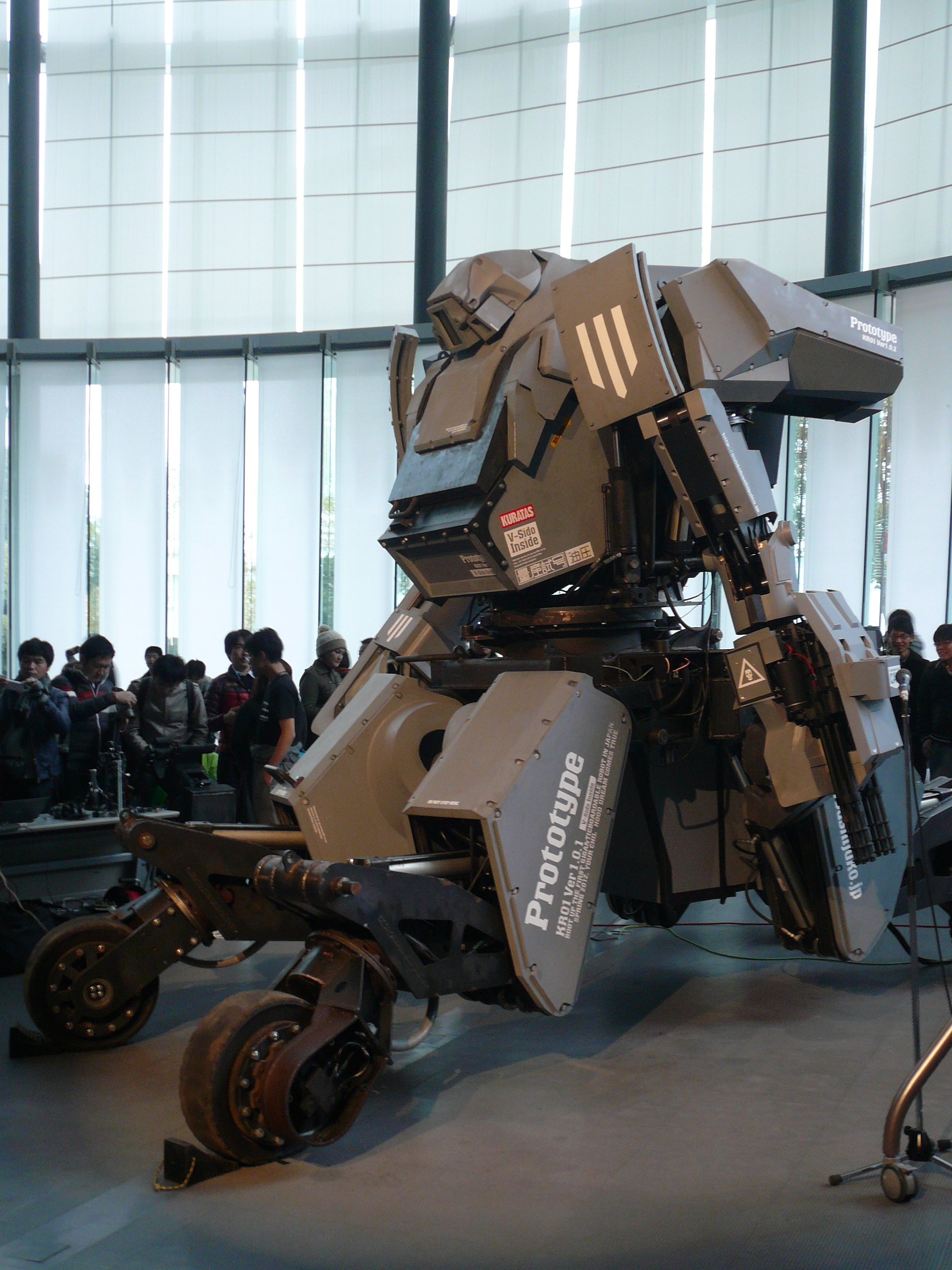
I Roujin-Z tar man robotar till hjälp inom äldrevården, med oanade resultat. Denna "robotsäng" har vissa likheter med roboten på bilden.

- 3rd Ache (老人C) – Takeshi Aono

## Produktion och distribution

### Produktion
Animationen för filmen hanterades av Studio APPP i samarbete med bland annat Movic, Sony Music Entertainment Japan, Aniplex och TV Asahi. Filmen regisserades av Hiroyuki Kitakubo, som tidigare ansvarat för regin av "A Tale of Two Robots"-episoden av APPP:s antologifilm Robot Carnival. Idé och manus var av Katsuhiro Ōtomo, mest känd för sin Akira. Både Ōtomo och Mitsuo Iso hanterade utformningen av de mekaniska inslagen i filmen – vilka var ganska så många. Den bortgångne Satoshi Kon fungerade både som art director och utformare av scenerna i filmen. Kon hade tidigare skrivit manus till Ōtomos svarta komedi World Apartment Horror och därefter tecknat serieversionen av spelfilmen.

### Bio, hemvideo och musik
Roujin-Z hade japansk biopremiär 14 september 1991. Samma år kom de första japanska utgåvorna av filmen på VHS och Laserdisc, medan hemvideoutgåvor i Storbritannien, kontinentala Europa och Australien dröjde till 1991 och nordamerikansk dito till 1995. Den första DVD-utgåvan nådde den japanska marknaden under 1999.
2012 kom filmen ut på Blu-ray-formatet i Storbritannien och Frankrike, hos Kaze.
Filmmusiken – Roujin Z Original Soundtrack – släpptes på CD i Japan, hos Epic Records, den 21 november 1991.

### Manga
Roujin-Z bearbetades parallellt till en manga med titeln ZeD (japanska: ゼッド, Zeddo?), med Ōtomos manus och Tai Okadas teckningar. Serien gick ursprungligen som följetong i Kōdansha-tidningen Mr. Magazine från mars till december 1991. Historien samlades därefter till en tankōbon som gavs ut 12 december samma år, och den kom 1997 ut i en franskspråkig översättning hos franska Glénat.

## Mottagande
Mottagandet bland kritiker var mestadels positivt. The New York Times' Stephen Holden kallade den en "underhållande futuristisk moralsaga" och noterade hur den "visar upp unga yuppie-medicinare som välkomnar en manick som låter dem dumpa deras åldrande föräldrar, så att de istället kan koncentrera sig på sina karriärer". Joey O'Bryan, som recenserade filmen för The Austin Chronicle, beskrev den som "livligt berättad, intelligent, engagerande och full av svart humor".
Roger Ebert, som skrev för Chicago Sun-Times, ansåg att "Jag kan inte föreställa mig en sådan här historia berättad som en vanlig film. För det första skulle maskinen vara ohyggligt dyr och komplex att skapa utan specialeffekter. Dessutom skulle samhällssatiren inte överleva Hollywoods censurpennor."
Roujin-Z vann Mainichi Film Award för 1991 års bästa animerade film.